# 찻잎 역설
찻잎 역설(tea leaf paradox)은 유체동역학에서 찻잔 속의 찻잎이 나선형 원심분리기에서처럼 컵 가장자리로 밀려 나가는 것이 아니라, 저어준 후 컵 중앙과 바닥으로 이동하는 현상이다.
이 역설에 대한 정확한 물리적 설명은 1857년 제임스 톰슨에 의해 처음 제시되었다. 그는 2차 유동(지구 대기와 찻잔 모두)의 발생을 "바닥 마찰"과 정확하게 연결했다. 고리형 수로에서 2차 유동의 형성은 1868년 조셉 발렌틴 부시네스크에 의해 이론적으로 다루어졌다. 하천 굽이 흐름에서 바닥 근처 입자의 이동은 1913년 A. 야. 밀로비치에 의해 실험적으로 연구되었다. 이 해답은 알베르트 아인슈타인이 1926년 논문에서 강둑 침식을 설명하고 베어의 법칙을 반박하면서 처음 제시되었다.

## 설명
물이 저어지면서 컵 안의 물이 회전하여 바깥쪽으로 원심력이 작용한다. 그러나 바닥 근처에서는 마찰로 인해 물의 속도가 느려진다. 따라서 바닥 근처의 원심력은 위쪽보다 약해져 위쪽에서 바깥쪽으로, 바깥쪽 가장자리를 따라 아래로, 바닥을 따라 안쪽으로 흐르면서 잎들을 중앙으로 가져온 후 다시 위로 올라가는 2차 원형(나선형) 흐름이 발생한다.